# Goosiella helicospora
Goosiella helicospora är en svampart som beskrevs av Morgan-Jones, Kamal & R.K. Verma 1986. Goosiella helicospora ingår i släktet Goosiella, divisionen sporsäcksvampar och riket svampar.   Inga underarter finns listade i Catalogue of Life.